# Se Te Hizo Tarde
Se Te Hizo Tarde es el tercer EP de la cantante, compositora y productora colombiana Naela, lanzado el 12 de agosto de 2022 a través de The Light Entertainment. El álbum incluye sus más recientes lanzamientos: "Así No", "No Hay", entre otros. De este álbum se desprende el sencillo «Se Te Hizo Tarde».

## Lista de canciones
| N.º   | Título                             | Escritor(es)                    | Productor(es)                                                         | Duración |  |
| 1.    | «Se Te Hizo Tarde»                 | Jacob Bush, Nataly Rivera       | Jacob Bush, Mauricio Rivera                                           | 3:38     |  |
| 2.    | «Así No»                           | Isabella Primera, Nataly Rivera | Ana Montolio, Mauricio Rivera, Jorge Rodriguez Iniesta, Nataly Rivera | 2:41     |  |
| 3.    | «No Hay» (con Buxxi)               | Jacob Bush, Nataly Rivera       | Jacob Bush, Mauricio Rivera                                           | 3:16     |  |
| 4.    | «Adicta» (Urban Remix - con Shade) | Bush, Rivera                    | Mauricio Rivera                                                       | 3:17     |  |
| 5.    | «Otra Vez»                         | Isabella Primera, Nataly Rivera | Jacob Bush, Mauricio Rivera                                           | 2:53     |  |
| 15:45 |                                    |                                 |                                                                       |          |  |